# L'abito nuovo (novella)
L’abito nuovo è una novella di Luigi Pirandello pubblicata nel 1913 sul Corriere della Sera, inclusa poi nella Raccolta “Donna Mimma” pubblicata nel 1925. Nei 1935 il testo fu rielaborato a quattro mani dall'Autore e da Eduardo De Filippo, in forma di commedia, inserita poi nella Cantata dei giorni pari del commediografo napoletano.

## Trama
Il protagonista della novella è il signor Crispucci, un uomo a cui è appena morta la moglie e che perciò deve firmare i documenti per l'accettazione dell’eredità, stimata sulle duecentomila lire (una cifra notevole nel 1913) dall'avvocato Boccanera, per il quale egli fa da scrivano. Ma Crispucci vive in uno stato di ansia, non sapendo se accettare quell'eredità, frutto di una vita dissoluta della moglie, che anni prima aveva abbandonato lui e la loro figlia, per intraprendere una carriera di canzonettista in locali equivoci. La novella termina col cedimento dell'uomo che, dopo un lungo viaggio, ritorna a casa con un abito nuovo.

## Recensione
La novella rispecchia lo stile dell’umorismo di Pirandello; è possibile infatti intravedere una metafora tra i vestiti indossati da Crispucci e la sua "maschera". Egli non cambia mai l’abito se non alla fine del racconto: tornato dal viaggio, si presenta con un abito nuovo, che segna l’uscita dalla “forma“ con cui fino ad allora tutti lo conoscevano.

## Edizioni
- Luigi Pirandello, Corriere della Sera,16 giugno 1913
- Luigi Pirandello, Le due maschere, Casa editrice italiana di A. Quattrini, 1914
- Luigi Pirandello, Donna Mimma, 1925